# 30ste Oscaruitreiking
De 30ste Oscaruitreiking, waarbij prijzen worden uitgereikt aan de beste prestaties in films in 1957, vond plaats op 26 maart 1958 in het Pantages Theatre in Hollywood, Californië. De ceremonie werd gepresenteerd door Bob Hope, Rosalind Russell, David Niven, James Stewart en Jack Lemmon.
De grote winnaar van de 30ste Oscaruitreiking was The Bridge on the River Kwai, met in totaal 8 nominaties en 7 Oscars.

## Winnaars

### Films
| Categorie               | Winnaar                      | Regie            |
| ----------------------- | ---------------------------- | ---------------- |
| Beste Film              | The Bridge on the River Kwai | David Lean       |
| Beste Buitenlandse Film | Le notti di Cabiria          | Federico Fellini |
| Beste Documentaire      | Albert Schweitzer            | Jerome Hill      |

### Acteurs
| Categorie                  | Winnaar         | Film                         |
| -------------------------- | --------------- | ---------------------------- |
| Beste Mannelijke Hoofdrol  | Alec Guinness   | The Bridge on the River Kwai |
| Beste Vrouwelijke Hoofdrol | Joanne Woodward | The Three Faces of Eve       |
| Beste Mannelijke Bijrol    | Red Buttons     | Sayonara                     |
| Beste Vrouwelijke Bijrol   | Miyoshi Umeki   | Sayonara                     |

### Regie
| Categorie       | Winnaar    | Film                         |
| --------------- | ---------- | ---------------------------- |
| Beste Regisseur | David Lean | The Bridge on the River Kwai |

### Scenario
| Categorie                | Winnaar                     | Film                         |
| ------------------------ | --------------------------- | ---------------------------- |
| Beste Origineel Scenario | George Wells                | Designing Woman              |
| Beste Bewerkt Scenario   | Michael Wilson Carl Foreman | The Bridge on the River Kwai |

### Speciale prijzen
| Categorie                        | Winnaar                                                                                                   |  |
| -------------------------------- | --- |  |
| Honorary Award                   | Gilbert M. Anderson, Charles Brackett, B.B. Kahane en Society of Motion Picture and Television Engineers. |  |
| Jean Hersholt Humanitarian Award | Samuel Goldwyn                                                                                            |  |